# Партія зелених (Чехія)
Партія зелених (чеськ. Strana zelených) — партія в Чехії, яка декларує свою приналежність до зеленої і екологічної політики. Заснована в грудні 1989 року. Під головою Мартіном Бурсіко вона в 2006 році потрапила до Палати депутатів і після того брала участь у право-центристському уряді Мірека Тополанека, що критикували колишні керівники партії Якуб Паточка і Ян Беранек. Партія зараз не має своїх депутатів. Її очолюють Міхал Берґ та Маґдалена Давіс
Партія є членом Європейської партії зелених.